# Acido meta-cloroperossibenzoico
L'acido meta-cloroperossibenzoico, meglio noto con il nome di mCPBA, è un perossiacido organico. È un reagente molto utilizzato in chimica organica come ossidante, e viene preferito ad altri perossiacidi per la facilità di utilizzo. Le principali reazioni di questo composto sono la conversione di chetoni in esteri, tramite la reazione di Baeyer-Villiger, l'epossidazione di alcheni e l'ossidazione delle ammine. Essendo un forte agente ossidante può innescare un incendio se messo a contatto con materiale infiammabile.

## Esempio di epossidazione

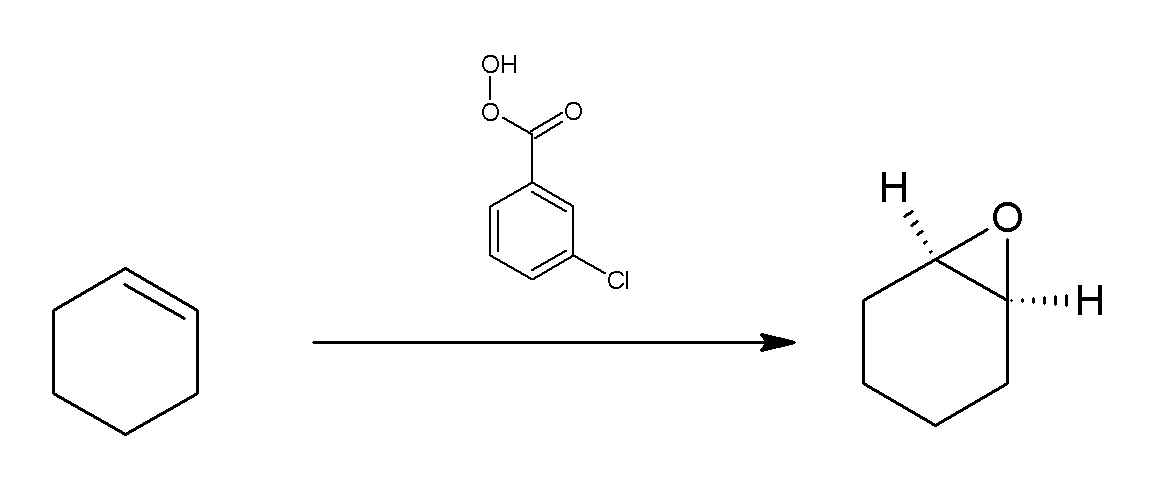
La reazione del cicloesene con l'acido meta-cloroperossibenzoico per formare l'epossido

Il meccanismo della reazione prevede il mantenimento della geometria cis o trans dell'alchene iniziale.